# Frank Emmelmann

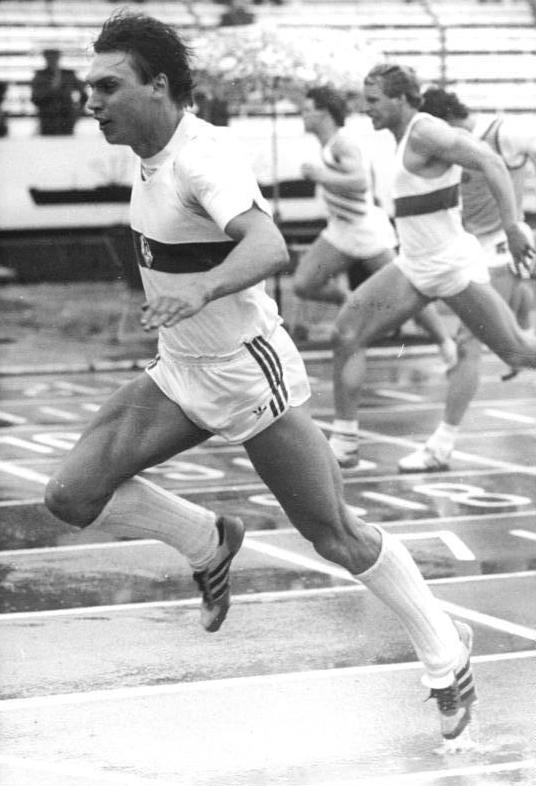
Frank Emmelmann (1984)

Frank Emmelmann (* 15. September 1961 in Schneidlingen) ist ein ehemaliger deutscher Leichtathlet. Er war 1982 Europameister im 100-Meter-Sprint.

## Leben
Emmelmann war über 20 Jahre deutscher Rekordhalter über die 200 Meter (20,23 s, aufgestellt 1985 in Moskau), ehe Tobias Unger diesen Rekord bei den Deutschen Meisterschaften 2005 unterbieten konnte. Seine Bestmarke über 100 Meter steht bei 10,06 s (aufgestellt 1985 in Ost-Berlin und bis 2014 deutscher Rekord).
Er wurde beim Weltcup 1981 in Rom über 100 und 200 Meter Dritter und mit der 4-mal-100-Meter-Staffel der DDR Zweiter. Bei den Europameisterschaften 1982 in Athen gewann er die Goldmedaille über 100 Meter, die Bronzemedaille über 200 Meter und die Silbermedaille mit der Staffel. In Helsinki kam er bei den ersten Weltmeisterschaften über 200 Meter auf Platz fünf und mit der Staffel auf Platz vier. Beim Weltcup 1985 in Canberra wurde er Dritter über 100 und Zweiter über 200 Meter. Bei den europäischen Titelkämpfen 1986 in Stuttgart gewann er nochmals Silber mit der 4-mal-100-Meter-Staffel. 1991 versuchte Emmelmann, in der World League of American Football Fuß zu fassen und nahm in Orlando (US-Bundesstaat Florida) an einem Auswahlverfahren teil, wandte sich danach aber wieder der Leichtathletik zu. 1992 beendete er seine Leichtathletikkarriere.
Emmelmann gehörte dem SC Magdeburg an, für den er Ende der 1980er Jahre und zu Beginn der 1990er Jahre auch als Nachwuchstrainer tätig war. Er hatte bei einer Größe von 1,86 m ein Wettkampfgewicht von 69 bis 70 kg. In den nach der Wende öffentlich gewordenen Unterlagen zum Staatsdoping in der DDR fand sich bei den gedopten Sportlern auch der Name von Emmelmann.
Frank Emmelmann ist mit der ehemaligen 400-Meter-Läuferin Kirsten Emmelmann verheiratet. 1993 brachte er sich zeitweilig als Trainer in die Arbeit der neugegründeten American-Football-Mannschaft Wernigerode Mountain Tigers ein. Nach Ende seiner Laufbahn war er als Verkaufsmanager bei der Sportartikelfirma Puma beschäftigt, später in einem Magdeburger Sportfachgeschäft.